# Fernando Vallejo
Fernando Vallejo és escriptor, assaigista, biòleg i director de cine colombià.
Va nàixer a Medellín el 24 d'octubre del 1942, va estudiar cinema a Itàlia. Viu a Mèxic des de 1971. Va escriure i dirigir tres pel·lícules, si bé és més conegut pels seus treballs literaris.
Totes les seves novel·les estan ambientades a Colòmbia (amb l'excepció de La rambla paralela que se situa a Barcelona). Els seus temes principals són la violència, l'homosexualitat, la família i la mort.
El 2003 va guanyar el Premi Rómulo Gallegos, un dels més prestigiosos d'Amèrica Llatina.
Un dels seus llibres, La virgen de los sicarios, va ser adaptat al cinema per Barbet Schroeder en 2000 i va rebre bones crítiques.

## Llibres
- Los días azules (1985)
- El fuego secreto (1987)
- Los caminos a Roma (1988)
- Años de indulgencia (1989)
- Entre fantasmas (1993)
- La virgen de los sicarios (1994)
- La tautología darwinista (1998)
- El desbarrancadero (2001, Premi Rómulo Gallegos)
- La rambla paralela (2002)
- La tautología darwinista y otros ensayos (2002)
- Mi hermano el alcalde (2004)
- Manualito de imposturología física (2005)
- La puta de Babilonia (2007)
- El don de la vida (2010)
- Casablanca la bella (2013)
- ¡Llegaron! (2015)
- Las bolas de Cavendish (2017)
- Memorias de un hijueputa (2019)
- Escombros (2021)
- La conjura contra Porky (2023)